# Echiura
Echiura é um grupo de invertebrados marinhos[1] bentônicos encontrados no mundo todo em diferentes profundidades, da zona intertital até o mar profundo [2] [3] [4] [9].
Os equiúros  variam de alguns milímetros até cerca de 20 cm e possuem um corpo vermiforme, não-segmentado[1] [4] [5] [6] [7] composto de uma probóscide extensível em forma de colher não-retrátil[1] [6] e um tronco em forma de saco ou salsicha[1] [5] [6] [7].  

## Distribuição
O grupo possui 165 espécies reconhecidas[1] [8] [9] que são encontradas enterradas em regiões marinhas de substrato usualmente mole[1] [5] em uma grande amplitude de profundida, da zonas intertital até aguas profundas [2] [3] [4] [9]. Há registro de echiuros em todos os oceanos[8] [9] [10] e na Antártida[11]. Os dados sugerem uma distribuição preferencial em profundidades menores exceto na família Bonelliidae que é encontrada em agua profundas [1] [7] [8] [12].
No Oceano Atlântico encontram-se 63 espécies[8], correspondente a 38% da diversidade do grupo.  Estas estão compreendidas nas famílias[8] Bonelliidae, Echiuridae e Urechidae. Quanto a zona climática 68% dos registros ocorreu no Atlântico norte temperado, 13% nos trópicos e 19% no Atlântico sul temperado.
  No Oceano Indico e Pacifico oeste encontram-se 103 espécies[9], sendo 53 no Pacifico Oeste, 28 no Indico e 53 na zona de transição entre ambos. As espécies estão compreendidas nas famílias[9] Boneliidae, Echiuridae e Urechidae.
No Pacifico leste encontram-se 17 espécies[10], representando apenas 10% da diversidade do grupo. As espécies estão distribuídas nas famílias[10] Boneliidae, Urechidae e Echiuridae. 11 espécies aparentam serem endêmicas[10].
   O primeiro registro na Antarctica foi feito 1941[11] e até o momento já foram registradas 27 espécies[11], distribuídas nas famílias[11] Bonellidae e Echiuridae, encontradas preferencialmente[11] em aguas profundas e rasas, respectivamente.